# Modena Football Club 1950-1951
Questa voce raccoglie le informazioni riguardanti il Modena Football Club nelle competizioni ufficiali della stagione 1950-1951.

## Rosa
| N. |                   | Ruolo | Calciatore          |
| -- | ----------------- | ----- | ------------------- |
|    | Italia (bandiera) | A     | Carlo Barbieri      |
|    | Italia (bandiera) | D     | Renato Braglia      |
|    | Italia (bandiera) | A     | Renato Brighenti    |
|    | Italia (bandiera) | A     | Sergio Brighenti    |
|    | Italia (bandiera) | A     | Giovanni Calveri    |
|    | Italia (bandiera) | C     | Armando Cavazzuti   |
|    | Italia (bandiera) | D     | Giuseppe Corradi    |
|    | Italia (bandiera) | A     | Enrico Cuoghi       |
|    | Italia (bandiera) | A     | Nerio Cuoghi        |
|    | Italia (bandiera) | C     | Enzo De Giovanni    |
|    | Italia (bandiera) | A     | Volturno Diotallevi |
|    | Italia (bandiera) | P     | Giorgio Ghezzi      |

| N. |                     | Ruolo | Calciatore         |
| -- | ------------------- | ----- | ------------------ |
|    | Italia (bandiera)   | A     | Giuliano Giovetti  |
|    | Italia (bandiera)   | A     | Omero Losi         |
|    | Italia (bandiera)   | A     | Michele Manenti    |
|    | Italia (bandiera)   | A     | Marcello Marinelli |
|    | Italia (bandiera)   | C     | Enzo Menegotti     |
|    | Italia (bandiera)   | C     | Maino Neri         |
|    | Italia (bandiera)   | P     | Lucio Palmia       |
|    | Italia (bandiera)   | C     | Gisleno Santunione |
|    | Italia (bandiera)   | D     | Lino Sentimenti    |
|    | Ungheria (bandiera) | A     | Gyula Tóth         |
|    | Italia (bandiera)   | P     | Luciano Vergnani   |

## Risultati

### Campionato

#### Girone di andata
| 10 settembre 1950 1ª giornata | Modena | 2 – 1 | Vicenza |  |

| 17 settembre 1950 2ª giornata | Siracusa | 4 – 0 | Modena |  |

| 24 settembre 1950 3ª giornata | Messina | 1 – 1 | Modena |  |

| 20 dicembre 1992 4ª giornata | Modena | 6 – 3 | Bari |  |

| 8 ottobre 1950 5ª giornata | Modena | 0 – 1 | Legnano |  |

| 6 dicembre 1981 6ª giornata | Reggiana | 1 – 2 | Modena |  |

| 22 ottobre 1950 7ª giornata | Modena | 4 – 0 | Seregno |  |

| 29 ottobre 1950 8ª giornata | Venezia | 3 – 2 | Modena |  |

| 5 novembre 1950 9ª giornata | Spezia | 1 – 1 | Modena |  |

| 12 novembre 1950 10ª giornata | Modena | 1 – 1 | SPAL |  |

| 19 novembre 1950 11ª giornata | Salernitana | 4 – 2 | Modena |  |

| 26 novembre 1950 12ª giornata | Modena | 4 – 0 | Anconitana |  |

| 20 settembre 1998 13ª giornata | Fanfulla | 3 – 0 | Modena |  |

| 10 dicembre 1950 14ª giornata | Modena | 2 – 1 | Verona |  |

| 24 dicembre 1950 16ª giornata | Modena | 3 – 0 | Pisa |  |

| 31 dicembre 1950 17ª giornata | Catania | 2 – 1 | Modena |  |

| 7 gennaio 1951 18ª giornata | Brescia | 2 – 0 | Modena |  |

| 14 gennaio 1951 19ª giornata | Modena | 0 – 0 | Livorno |  |

| 21 gennaio 1951 20ª giornata | Treviso | 0 – 3 | Modena |  |

| 28 gennaio 1951 21ª giornata | Modena | 5 – 0 | Cremonese |  |

#### Girone di ritorno
| 4 febbraio 1951 22ª giornata | Vicenza | 2 – 3 | Modena |  |

| 11 febbraio 1951 23ª giornata | Modena | 2 – 0 | Siracusa |  |

| 18 febbraio 1951 24ª giornata | Modena | 2 – 0 | Messina |  |

| 25 febbraio 1951 25ª giornata | Bari | 0 – 0 | Modena |  |

| 4 marzo 1951 26ª giornata | Legnano | 2 – 0 | Modena |  |

| 11 marzo 1951 27ª giornata | Modena | 0 – 0 | Reggiana |  |

| 18 marzo 1951 28ª giornata | Seregno | 2 – 0 | Modena |  |

| 25 marzo 1951 29ª giornata | Modena | 0 – 0 | Venezia |  |

| 1º aprile 1951 30ª giornata | Modena | 6 – 0 | Spezia |  |

| 8 aprile 1951 31ª giornata | SPAL | 0 – 0 | Modena |  |

| 15 aprile 1951 32ª giornata | Modena | 1 – 1 | Salernitana |  |

| 22 aprile 1951 33ª giornata | Anconitana | 0 – 1 | Modena |  |

| 29 aprile 1951 34ª giornata | Modena | 2 – 1 | Fanfulla |  |

| 6 maggio 1951 35ª giornata | Verona | 2 – 2 | Modena |  |

| 20 maggio 1951 37ª giornata | Pisa | 2 – 1 | Modena |  |

| 27 maggio 1951 38ª giornata | Modena | 3 – 3 | Catania |  |

| 3 giugno 1951 39ª giornata | Modena | 2 – 1 | Brescia |  |

| 10 giugno 1951 40ª giornata | Livorno | 2 – 2 | Modena |  |

| 17 giugno 1951 41ª giornata | Modena | 3 – 3 | Treviso |  |

| 24 giugno 1951 42ª giornata | Cremonese | 0 – 4 | Modena |  |

## Statistiche

### Statistiche di squadra
| Competizione | Punti | In casa | In casa | In casa | In casa | In casa | In casa | In trasferta | In trasferta | In trasferta | In trasferta | In trasferta | In trasferta | Totale | Totale | Totale | Totale | Totale | Totale | DR  |
| Competizione | Punti | G       | V       | N       | P       | Gf      | Gs      | G            | V            | N            | P            | Gf           | Gs           | G      | V      | N      | P      | Gf     | Gs     | DR  |
| ------------ | ----- | ------- | ------- | ------- | ------- | ------- | ------- | ------------ | ------------ | ------------ | ------------ | ------------ | ------------ | ------ | ------ | ------ | ------ | ------ | ------ | --- |
| Serie B      | 47    | 20      | 12      | 7       | 1       | 48      | 16      | 20           | 5            | 6            | 9            | 25           | 33           | 40     | 17     | 13     | 10     | 73     | 49     | +24 |

### Statistiche dei giocatori
| Giocatore      | Serie B  | Serie B |
| Giocatore      | Presenze | Reti    |
| -------------- | -------- | ------- |
| C. Barbieri    | 26       | 5       |
| R. Braglia     | 38       | 0       |
| R. Brighenti   | 32       | 21      |
| S. Brighenti   | 27       | 8       |
| G. Calveri     | 3        | 0       |
| A. Cavazzuti   | 6        | 1       |
| G. Corradi     | 38       | 0       |
| E. Cuoghi      | 8        | 0       |
| N. Cuoghi      | 1        | 0       |
| E. De Giovanni | 24       | 0       |
| V. Diotallevi  | 14       | 0       |
| G. Ghezzi      | 35       | -39     |
| G. Giovetti    | 31       | 4       |
| O. Losi        | 5        | 2       |
| M. Manenti     | 31       | 17      |
| M. Marinelli   | 14       | 3       |
| E. Menegotti   | 38       | 4       |
| M. Neri        | 38       | 0       |
| L. Palmia      | 2        | -5      |
| G. Santunione  | 8        | 0       |
| L. Sentimenti  | 6        | 2       |
| G. Toth        | 12       | 6       |
| L. Vergnani    | 3        | -5      |